# Diphyllostomatidae
Diphyllostomatidae zijn een familie van insecten die behoort tot de orde der kevers (Coleoptera). 

## Taxonomie
Het volgende geslacht is bij de familie ingedeeld:
- Diphyllostoma Fall, 1901